# Brujería (álbum de Son de Sol)
Brujería fue el cuarto trabajo discográfico del grupo sevillano Son de Sol, lanzado en junio de 2005.     

## Grabación
En febrero de 2005 el grupo Son de Sol comienza la grabación del que sería su cuarto trabajo discográfico de la mano del sello discográfico Barna Records 2000 su primer disco en este sello.
El disco fue producido por J.L. Carlos y Manuel Ruiz Quecoz, este último cerca del mes de marzo decidió junto  Son de Sol y Barna Records 2000 enviar la canción "Brujería" escrita por Alfredo Panebainco a Televisión Española para la selección de la canción representante en el Festival de la Canción de Eurovision 2005.
la canción fue seleccionada para acudir al programa donde se elgeiría la cancio´n que representaría a España en Kiev (Ucrania)  "Elige Nuestra Canción 2005 " junto con otros artistas como Las Supremas de Móstoles o Maria Lorente, mediante el voto del público la canción de Son de Sol "Brujería" representó a España en Eurovision en Kiev quedando en vigésima primera posición arriba de tres países.

## Lanzamiento
El disco se lanzó en junio de 2005 con el nombre de "Brujería" canción incluida en el disco, el álbum logró entrar en la lista de Promusicae dentro de los 100 discos más vendidos.
El disco que se lanzó una reedición en la cual se grabó la versión cubana del tema "Natividad" con la participación de Charanga Habanera. Esta reedición incluye un DVD que contiene un documental llamado "Son de Sol Echo En La Habana" que muestra como fue la grabación del videoclip de la canción "Natividad" y otros videoclips del álbum.

## Gira
Son de Sol realizó una extensa gira 2005-2007 por toda la geografía Española y de países Europeos y Americanos como Cuba en el cual brindaron conciertos en el "Centro Andaluz" , "Casa de La Música", etc.

## Lista de temas
| Brujería |                  |                                                          |          |  |
| N.º      | Título           | Escritor(es)                                             | Duración |  |
| 1.       | «Brujería»       | Alfredo Panebianco                                       | 2:52     |  |
| 2.       | «Natividad»      | Manuel Ruiz Queco                                        | 3:50     |  |
| 3.       | «A Son de Sol»   | Juan Antonio Reyes Jiménez (El Pollo)                    | 3:23     |  |
| 4.       | «Tatamudeando»   | Alfredo Panebianco                                       | 4:04     |  |
| 5.       | «Como La Roca»   | Frasquito, Miguel Bascón                                 | 3:24     |  |
| 6.       | «Noches de Amor» | Frasquito                                                | 3:35     |  |
| 7.       | «Pasa de Mí»     | Juan Antonio Reyes Jiménez (El Pollo), Lia Reyes Jiménez | 3:58     |  |
| 8.       | «El Amor»        | Laura Granados                                           | 3:20     |  |
| 9.       | «Loquita»        | Frasquito                                                | 3:42     |  |
| 10.      | «Aléjate de Mí»  | Juan Antonio Reyes Jiménez (El Pollo)                    | 3:05     |  |
| 37:28    |                  |                                                          |          |  |

## Brujería Edición Especial
Luego del disco oficial se lanzó una Edición Especial del álbum que incluye un DVD que contiene el documental "Son de Sol En La Habana" que muestra a Son de Sol grabando el videoclip de "Natividad en la Habana (Cuba) el documental se grabó desde el 2 hasta el 12 de octubre de 2005. También contiene los videoclips de canciones como "Brujería". El Cd contiene la versión hecha en Cuba de "Natividad"
- Lista de temas (CD)

| Brujería Edición Especial |                                                     |                    |          |  |
| N.º                       | Título                                              | Escritor(es)       | Duración |  |
| 1.                        | «Brujería»                                          | Alfredo Panebianco | 2:52     |  |
| 2.                        | «Natividad»                                         |                    | 3:50     |  |
| 3.                        | «A Son de Sol»                                      |                    | 3:23     |  |
| 4.                        | «Tatamudeando»                                      |                    | 4:04     |  |
| 5.                        | «Como La Roca»                                      |                    | 3:24     |  |
| 6.                        | «Noches de Amor»                                    |                    | 3:35     |  |
| 7.                        | «Pasa de Mí»                                        |                    | 3:58     |  |
| 8.                        | «El Amor»                                           |                    | 3:20     |  |
| 9.                        | «Loquita»                                           |                    | 3:42     |  |
| 10.                       | «Natividad Versión Habana» (Feat Charanga Habanera) |                    | 3:30     |  |

- Lista de temas (DVD)

| Brujería Edición Especial |                                        |              |          |  |
| N.º                       | Título                                 | Escritor(es) | Duración |  |
| 1.                        | «Natividad versión Habana»             |              | 3:30     |  |
| 2.                        | «Documental "Son de Sol en la Habana"» |              |          |  |
| 3.                        | «Brujería»                             |              | 2:50     |  |
| 4.                        | «Noches de Amor»                       |              | 4:04     |  |

## Sencillos
El álbum contó con 5 sencillos promocionales y un sencillo rémix con versiones en inglés y reggaetton de la canción Brujería.
| Título         |
| -------------- |
| Brujería       |
| Natividad      |
| Noches de Amor |
| A Son de Sol   |
| Aléjate de Mí  |
| Brujería Rémix |

## Videoclips
| Título                                 |
| -------------------------------------- |
| Brujería                               |
| Noches de Amor                         |
| Natividad Versión Grabada En La Habana |
| Aléjate de Mí                          |